# Villa Isola
La Villa Isola (aujourd'hui appelée Bumi Siliwangi) est un bâtiment art déco situé dans la partie nord de la ville de Bandung, capitale provinciale de Java occidental en Indonésie. Surplombant la vallée, avec une vue sur la ville, elle a été achevée en 1933 par l'architecte hollandais Wolff Schoenmaker pour le magnat des médias hollandais Dominique William Berretty, fondateur de l'agence de presse Aneta dans les Indes orientales néerlandaises. La villa a été conçue pour être sa maison puis, après sa mort, est devenue un hôtel. Aujourd'hui, elle est sert de bureaux au directorat de l'Universitas Pendidikan Indonesia.

## Construction

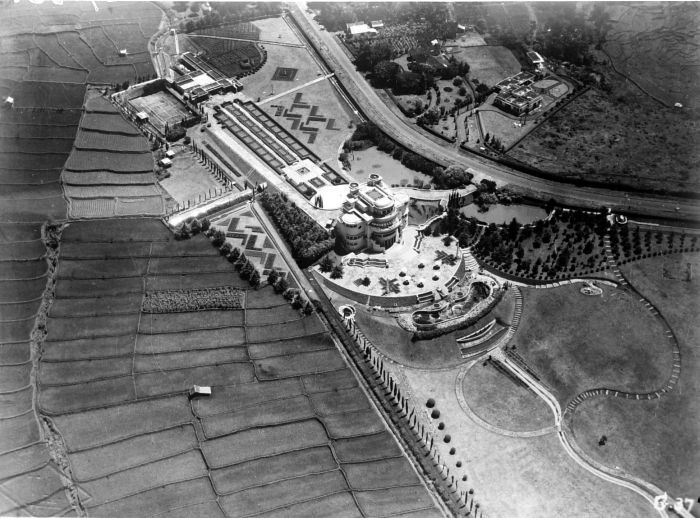
Vue aérienne (1937)

La Villa Isola a été construite en six mois (d'octobre 1932 à mars 1933). Les fondations ont été faites en acier et du béton a été utilisé pour remplir le squelette et les sols entre des barres de fer. La Villa Isola est composée d'un bâtiment principal et de deux grands jardins sur un terrain d'environ 120 000 m².
Le coût total de la construction a été de 500 000 florins néerlandais alors que D. W. Berretty était au bord de la banqueroute. Le bâtiment fut inauguré en décembre 1933 lors d'une cérémonie à laquelle Berretty avait convié plusieurs journalistes et amis. Les salles étaient richement décorées de mobilier confortable, de couronnes vénitiennes et de peintures de peintres célèbres des Indes et d'occident. Il y avait une salle de réception, une salle à manger, une grande salle de billard, un cabinet d'étude, une pièce familiale avec un balcon, des terrasses ouvertes côté ouest et un bar équipé d'un projecteur de cinéma. Une pancarte sur laquelle était écrite M’ISOLO E VIVO (« je m'isole et vit ») ornait un mur au-dessus de la salle de réception.
Berretty ne profita que quelques mois de sa demeure puisqu'il décéda subitement, en décembre 1934, lors du crash du Douglas DC-2 "Uiver" de KLM reliant Batavia et Amsterdam. La villa est aujourd'hui encore en l'état et a principalement connu des changements de fonction. Elle fut tout d'abord transformée en hôtel. Lors de la Seconde Guerre mondiale, elle fut utilisée par les Japonais comme quartier général à Bandung pendant la durée de l'occupation des Indes néerlandaises. Après la proclamation de l'indépendance de l'Indonésie, un étage supplémentaire fut construit au-dessus du toi et l'édifice fut renommé Bumi Siliwangi. En octobre 1954, le ministre de l'éducation, Mohammad Yamin, choisit la villa et ses environs pour établir un complexe universitaire. Elle sert aujourd'hui encore de bureaux pour le directorat de l'Universitas Pendidikan Indonesia et est entourée par le campus universitaire.

## Architecture

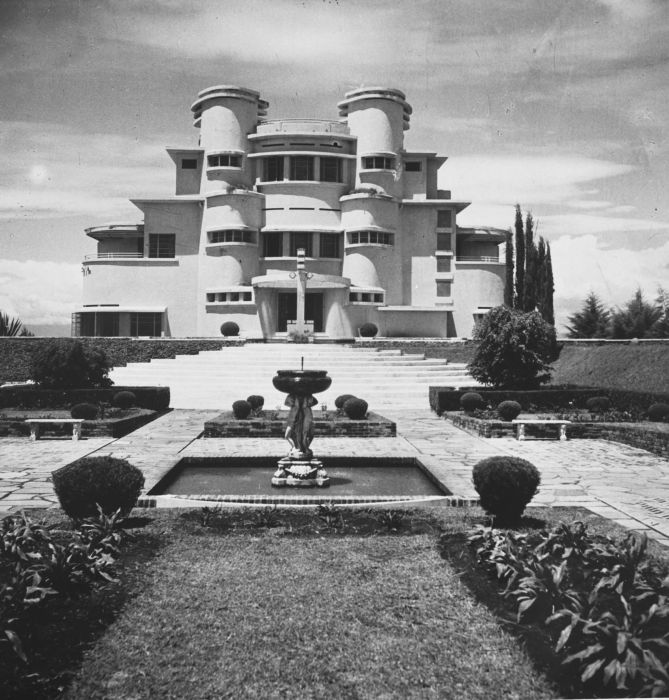
Façade nord et jardin

La Villa Isola a été conçue par l'architecte Wolff Schoenmaker qui a été influencé par la culture javanaise. Le bâtiment est orienté sur un axe nord-sud. Le nord fait face au Tangkuban Parahu et le sud à la ville de Bandung. Schoemaker était un adepte du style art déco qu'il associé à des ornements locaux. De nombreuses formes circulaires décorent la structure et les jardins, faisant écho à la forme des candi (temples) de l'est de Java.
L'entrée principale est située au centre de la façade nord et est surplombée d'une arche soutenue par un pilier unique. L'intérieur du premier étage est composé d'un vestibule, d'un escalier en colimaçon pour accéder au deuxième étage et la pièce familiale. Une grande fenêtre dans une alcôve en arc de cercle orne cette pièce familiale complétée par un balcon ouvert avec vue panoramique sur la ville et équipé d'un garde-corps en acier. La pièce contient également des toilettes de forme circulaire.
Au deuxième étage, la chambre du maître est située plein sud, connecté par deux corridors au terrasses est et ouest. Outre leur fonction dans l'accès aux terrasses, ces corridors servent également à réguler à la température dans le bâtiment, l'isolant du climat tropical extérieur. Ainsi, la chambre reste à température ambiante pendant les chaudes journées ensoleillées.
Le troisième étage est composé de chambres d'amis et du bar. Étant donné la différence de hauteur entre le côté sud et le côté nord, celui au sud à un étage supplémentaire. Ce quatrième étage était utilisé comme zone de service intégrée à la maison, ce qui n'était pas courant dans les maisons coloniales qui séparaient généralement les pièces consacrées au service de la maison principale.

## Jardins

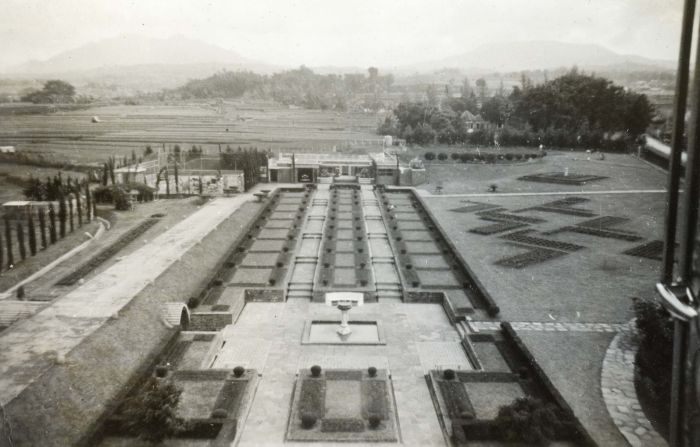
Les jardins (1934-1937)

Deux jardins, à des hauteurs différentes, entouraient la villa. Le plus haut jardin, au nord, était de style européen, doté d'un bassin rectangulaire avec une statue en son centre. On  trouvait principalement des fleurs de verger et cinq cygnes noirs avaient spécialement été importés pour le bassin. Une route faisait office d'axe de symétrie et permettait aux voitures d'accéder au garage. Un escalier en arc de cercle renforçait la symétrie des jardins.
Au sud, un grand jardin occupait la majeure partie du terrain. Il était orné de décorations circulaires débutant après un second escalier en arc de cercle, type d'escalier qu'on retrouvait également sur les côtés est et ouest. Il était divisé en zones circulaires donnant le sentiment que le bâtiment faisait partie intégrante du jardin.